# Törnsolfågel
Törnsolfågel (Anthreptes orientalis) är en fågel i familjen solfåglar inom ordningen tättingar.

## Utseende och läte
Törnsolfågeln är en rätt liten medlem av familjen med för solfåglar ovanligt kort näbb. Hanen är glänsande violett på huvud och rygg, medan honan är brunaktig ovan, vit under och vitt i ett ögonbrynsstreck. Den är mycket lik violsolfågeln, men skiljs på hanens mer turkos- än violettfärgad övergump och honans renare vit snarare än gultonad buk. Fågeln liknar även kustsolfågeln, men hittas i andra miljöer samt urskiljer sig genom vitt istället för grått under hos hanen och honans vita ögonbrynsstreck. Bland lätena hörs grälande jamande ljud och en ljus melodi som sång.

## Utbredning och systematik
Fågeln förekommer i sydöstra Sydsudan, södra och östra Etiopien, nordvästra och södra Somalia, norra Uganda, Kenya samt Tanzania. Den behandlas som monotypisk, det vill säga att den inte delas in i några underarter.

## Levnadssätt
Som fågelns namn avslöjar hittas den i torr törnsavann och törnbuskmarker. Där ses den ofta i par.

## Status
Arten har ett stort utbredningsområde och beståndet anses vara stabilt. Internationella naturvårdsunionen IUCN listar den därför som livskraftig (LC).